# 1914 na música

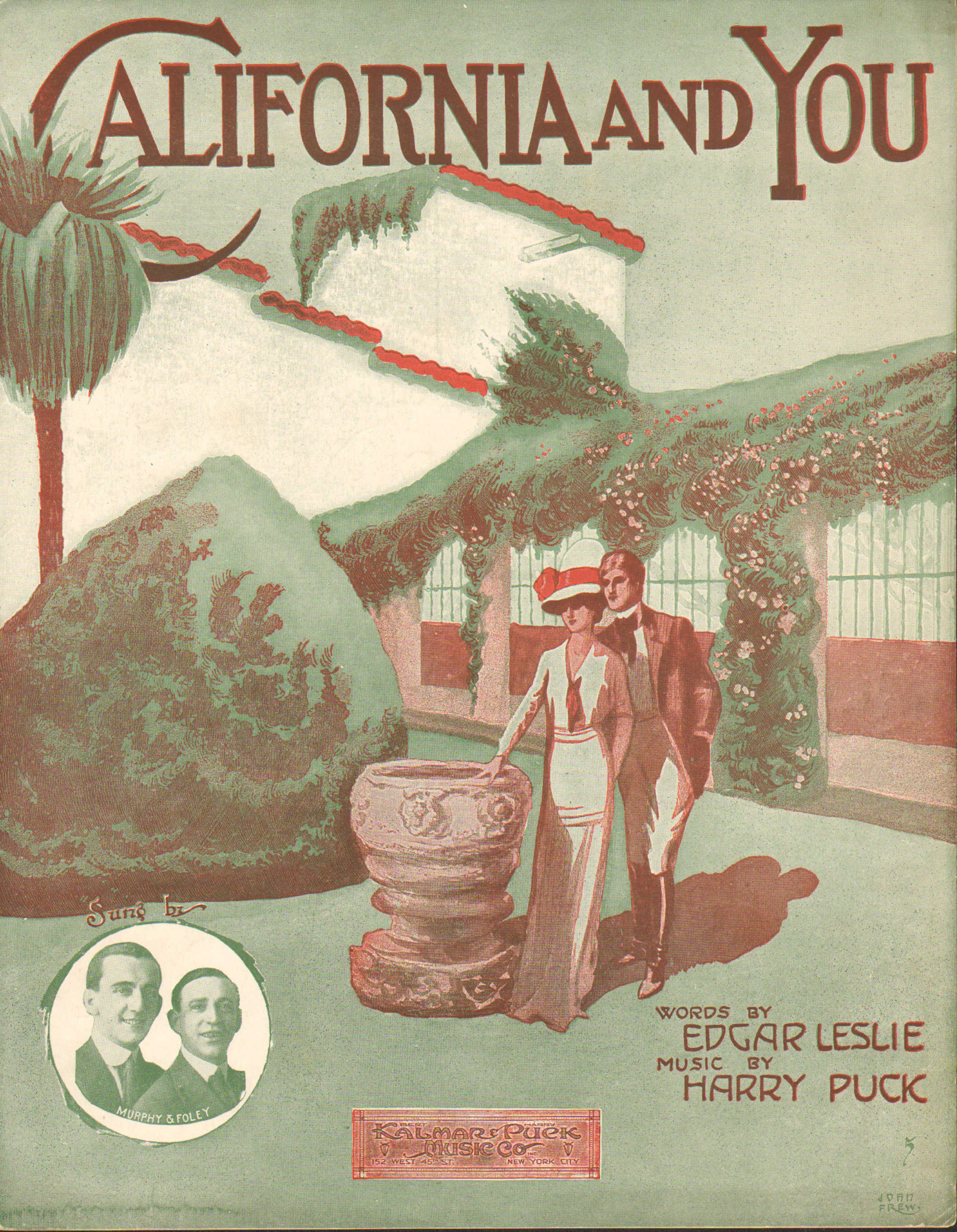
persiniê end herê

## Eventos
- Corta Jaca, de Chiquinha Gonzaga, é lançado durante um sarau no Palácio do Catete.

## Nascimentos
| Data           | Nome                | Profissão                      | Nacionalidade | Observações | Ref |
| -------------- | ------------------- | ------------------------------ | ------------- | ----------- | --- |
| 3 de fevereiro | Hervé Cordovil      | compositor, pianista e maestro | Brasil        | m. 1979     |     |
| 18 de Março    | César Guerra-Peixe  | compositor                     | Brasil        | m. 1993     |     |
| 30 de Abril    | Dorival Caymmi      | cantor, compositor e pintor    | Brasil        | m. 2008     |     |
| 18 de Julho    | Adalcinda Camarão   | poetisa e compositora          | Brasil        | m. 2005     |     |
| 19 de Agosto   | Aracy de Almeida    | cantora                        | Brasil        | m. 1988     |     |
| 19 de Setembro | Lupicínio Rodrigues | compositor                     | Brasil        | m. 1974     |     |

## Mortes
| Data | Nome | Profissão | Nacionalidade | Observações | Ref |
| ---- | ---- | --------- | ------------- | ----------- | --- |